# Llantrisant Castle
Llantrisant Castle är ett slott i Storbritannien.   Det ligger i kommunen Rhondda Cynon Taf och riksdelen Wales, i den södra delen av landet, 220 km väster om huvudstaden London. Llantrisant Castle ligger 144 meter över havet.
Terrängen runt Llantrisant Castle är kuperad norrut, men söderut är den platt. Terrängen runt Llantrisant Castle sluttar söderut. Runt Llantrisant Castle är det tätbefolkat, med 411 invånare per kvadratkilometer. Närmaste större samhälle är Cardiff, 15,1 km sydost om Llantrisant Castle. Trakten runt Llantrisant Castle består i huvudsak av gräsmarker.